# Новомиколаївське (Балаклійський район)
Новомиколаївське — колишнє село у Пришибській сільській раді Балаклійського району Харківської області.
Рішенням виконавчого комітету Харківської обласної Ради від 17 листопада 1986 року село Новомиколаївське знято з обліку.